# ۷ دسامبر
۷ دسامبر در سیصد و چهل و یکمین (در سال‌های کبیسه سیصد و چهل و دومین) روز سال در گاه‌شماری میلادی است. ۲۴ روز تا پایان سال باقی‌است.

## رویدادها
- ۱۴۳۱ - هنری ششم، پادشاه انگستان به عنوان پادشاه فرانسه تاج‌گذاری کرد.
- ۱۷۸۳ - ویلیام پیت در ۲۴ سالگی جوانترین نخست وزیر بریتانیا گردید.
- ۱۷۸۷ - دلاویر نخستین ایالت ایالات متحده آمریکا گردید.
- ۱۹۱۷ - جنگ جهانی اول: اعلام جنگ ایالات متحده آمریکا به امپراطوری اتریش - مجارستان
- ۱۹۴۱ - حمله ژاپن به پایگاه دریایی ایالات متحده آمریکا در پرل هاربر
- ۱۹۹۵ - فضاپیمای گالیله، اندکی بعد از ۶ سال پس از پرتابش توسط شاتل فضایی آتلانتیس به مشتری رسید.
- ۱۹۷۱ - آپولو ۱۷، آخرین فضاپیمای پروژهٔ آپولو به فضا پرتاب شد.
- ۱۹۸۸ - یاسر عرفات اسرائیل را به عنوان یک کشور به رسمیت شناخت.

## زادروزها
- ۱۸۱۰ - تئودور شوان زیست‌شناس آلمانی.
- ۱۸۲۳ - لئوپولد کرونکر ریاضی‌دان و منطق‌دان آلمانی.
- ۱۸۶۲ - پل آدام شاعر و نمایش‌نامه‌نویس قرن نوزدهم میلادی اهل فرانسه.
- ۱۸۷۳ - ویلا کاتر نویسنده آمریکایی برنده جایزه پولیتزر برای داستان
- ۱۹۰۵ - جرارد کویپر ستاره‌شناس هلندی آمریکایی
- ۱۹۲۸ - نوآم چامسکی زبان‌شناس، فیلسوف آنارشیست و نظریه‌پرداز آمریکایی.
- ۱۹۳۷ - تد کاکران سناتور ایالت میسیسیپی در سنای ایالات متحده آمریکا.
- ۱۹۵۲ - سوزان کولینز سناتور ایالت ایالت مین در سنای ایالات متحده آمریکا.
- ۱۹۵۶ - لری برد بسکتبالیست
- ۱۹۸۰ - جان تری بازیکن فوتبال اهل انگلستان.
- ۱۹۸۸ - نیتن آدریان ورزشکار مرد رشتهٔ شنا اهل کشور ایالات متحده آمریکا.
- ۱۹۸۸ - امیلی براونینگ بازیگر، خواننده و مدل استرالیایی.
- ۱۹۸۸ - هیلی ویلیامز خواننده راک ترانه سرا، نوازنده، نامزد جایزۀ گرمی اهل امریکا.
- ۱۹۸۹ - نیکولاس هولت بازیگر انگلیسی.
- ۱۹۹۳ – ریک تسابل، دوچرخه‌سوار اهل آلمان
- ۱۹۹۴ - یوزورو هانیو،ورزشکار رشتهٔ اسکیت نمایشی اهل ژاپن

## درگذشت‌ها
- ۴۳ پیش از میلاد - سیسرون، سیاست‌مدار و نویسندهٔ رومی (تولد ۱۰۶ قبل از میلاد).
- ۲۸۳ - اوتوکین یکی از پاپ‌های کلیسای کاتولیک رم.
- ۹۸۳ - اتو دوم، سومین پادشاه از دودمان اتنی
- ۱۲۵۴ - اینوسنت چهارم یکی از پاپ‌های کلیسای کاتولیک رم.
- ۱۸۱۵ - میشل نی ژنرالی فرانسوی
- ۱۸۱۷ - ویلیام بلای دریاسالار بریتانیایی.
- ۱۹۴۷ - تریستان برنار رمان‌نویس و نمایش‌نامه‌نویس اهل فرانسه.
- ۱۹۷۵ - تورنتون وایلدر داستان‌سرا و نمایشنامه‌نویس آمریکایی
- ۱۹۸۱ - عبدالوهاب الکیالی، سیاستمدار، تاریخ‌نگار و نویسندهٔ فلسطینی.[۱]
- ۱۹۹۳ - ولفگانگ پل فیزیک‌دان آلمانی
- ۲۰۱۲ - دنیس هوف بازیکن فوتبال اهل بلژیک

## مناسبت‌ها
- روز جهانی هواپیمایی غیرنظامی
- روز پرچم قوای نظامی در مصر
- روز ملی یادبود پرل هاربور در ایالات متحده آمریکا
- روز یادبود زلزله اسپیتاک در ارمنستان